# Gouvernement Hamdani
République algérienne
Ouyahia II Benbitour
Le gouvernement de Smail Hamdani était le gouvernement algérien en fonction du 19 décembre 1998 au  23 décembre 1999.

## Composition
| Portefeuille | Ministre                                                        |
| --- | --------------------------------------------------------------- |
| Chef du gouvernement                                                                                               | Smail Hamdani                                                   |
| Ministre des Affaires étrangères                                                                                   | Ahmed Attaf                                                     |
| Ministre de la Justice                                                                                             | Mekamcha El Ghouti                                              |
| Ministre de l'Intérieur, des Collectivités locales et de l'Environnement                                           | Abdelmalek Sellal                                               |
| Ministre des Finances                                                                                              | Abdelkrim Harchaoui                                             |
| Ministre de l'Énergie et des Mines                                                                                 | Youcef Yousfi                                                   |
| Ministre de l'Équipement et de l'Aménagement du territoire                                                         | Abderrahmane Belayat                                            |
| Ministre de l'Industrie et de la Restructuration                                                                   | Abdelmadjid Menasra                                             |
| Ministre des Moudjahidine                                                                                          | Said Abadou                                                     |
| Ministre de l'Éducation nationale                                                                                  | Aboubakr Benbouzid                                              |
| Ministre de l'Enseignement supérieur et de la Recherche scientifique                                               | Amar Tou                                                        |
| Ministre de la Petite et Moyenne entreprise                                                                        | Bouguerra Soltani                                               |
| Ministre de la Santé et de la Population                                                                           | Yahia Guidoum                                                   |
| Ministre du Travail, de la Protection sociale et de la Formation professionnelle                                   | Hacène Laskri                                                   |
| Ministre de l'Agriculture et de la Pêche                                                                           | Benalia Belahouadjeb                                            |
| Ministre du Tourisme et de l'Artisanat                                                                             | Abdelkader Bengrina                                             |
| Ministre des Postes et Télécommunications                                                                          | Mohand Salah Youyou                                             |
| Ministre des Affaires religieuses                                                                                  | Bouabdellah Ghlamallah                                          |
| Ministre de l'Habitat                                                                                              | Abdellah Bounekraf                                              |
| Ministre des Transports                                                                                            | Sid Ahmed Boulil                                                |
| Ministre du Commerce                                                                                               | Bakhti Belaïb                                                   |
| Ministre de la Solidarité nationale et de la Famille                                                               | Rabea Mechernane née Kerzabi                                    |
| Ministre de la Jeunesse et des Sports                                                                              | Aziz Derouaz                                                    |
| Ministre de la Communication, Porte-parole du gouvernement et de la Culture                                        | Abdelaziz Rahabi - - démis de ses fonctions le 22 novembre 1999 |
| Ministre chargé des Relations avec le Parlement                                                                    | Mohamed Kechoud                                                 |
| Ministres auprès du Chef du gouvernement                                                                           |                                                                 |
| Ministre auprès du Chef du gouvernement, chargé du Gouvernorat d'Alger                                             | Cherif Rahmani                                                  |
| Ministre auprès du Chef du gouvernement                                                                            | Amar Zegrar - - démis de ses fonctions le 5 juin 1999           |
| Ministre auprès du Chef du gouvernement                                                                            | Abdelkader Taffar                                               |
| Ministres délégués                                                                                                 |                                                                 |
| Ministre délégué auprès du Ministre des Finances, chargé du Budget                                                 | Ali Brahiti                                                     |
| Ministre délégué auprès du Chef du gouvernement, chargé de la Réforme administrative et de la Fonction publique    | Ahmed Noui                                                      |
| Secrétaire d'État auprès du Ministre des Affaires étrangères, chargé de la Coopération et des Affaires maghrébines | Lahcène Moussaoui                                               |
| Secrétaire d'État auprès du Ministre des Affaires étrangères, chargé de la Communauté nationale à l'étranger       | Tedjini Salaouandji                                             |
| Secrétaire d'État auprès du Ministre de l'Agriculture, chargé de la Pêche                                          | Abdelkader Hamitou - - démission le 20 avril 1999               |
| Secrétaire d'État auprès du Ministre du Travail, chargé de la Formation professionnelle                            | Karim Younes                                                    |
| Secrétaire d'État auprès du Ministre de la Communication, chargée de la Culture                                    | Zahia Benarous                                                  |
| Secrétaire d'État auprès du Ministre de l'Intérieur, chargé de l'Environnement                                     | Bachir Amrat                                                    |
| Secrétaire d'État auprès du Ministre de l'Équipement, chargé du Développement rural                                | Ahmed Lamaa                                                     |
| Secrétaire d'État auprès du Ministre de l'Habitat, chargé de l'Urbanisme                                           | Ahmed Benslimane                                                |
| Secrétaire d'État auprès du Ministre du Tourisme, chargé de l'Artisanat                                            | Mohamed Noura                                                   |